# SCADTA
Die SCADTA (Akronym für Sociedad Colombo Alemana de Transportes Aéreos, auf deutsch Deutsch-Kolumbianische Lufttransportgesellschaft) war eine 1919 gegründete Fluglinie in Kolumbien, die erste Amerikas und nach der niederländischen KLM die zweite weltweit. Sie operierte bis zum Zweiten Weltkrieg. Ende 1939 war die kolumbianische Regierung gezwungen die SCADTA zu nationalisieren und sie mit ihrer Hauptkonkurrentin, der SACO – Servicio Aéreo Colombiano, zu fusionieren. Aus diesem Zusammenschluss bildete sich die Avianca – Aerovías Nacionales de Colombia, die bis heute Kolumbiens nationale Fluggesellschaft ist. Im Jahr 2004 wurde die Avianca von Germán Efromovich und seiner Synergy Aerospace Corp. vor dem Bankrott gerettet und in Avianca – Aerovías del Continente Americano umgetauft.

## Geschichte

### Erste Fluggesellschaft Amerikas
SCADTA gilt als die zweitälteste existierende Fluggesellschaft der Welt, nach der KLM, und wurde am 5. Dezember 1919 von Werner Kämmerer, Stuart Hosie, Albert Tietjen, Ernesto Cortissoz (erster Präsident der Gesellschaft und Namensgeber des heutigen Flughafens in Barranquilla), Rafael María Palacio, Cristóbal Restrepo, Jacobo Correa und Aristides Noguera in Barranquilla notariell gegründet und startete mit einem Kapital von 100 Pesos Gold. Die SCADTA wurde am 9. Dezember 1919 zudem als Aktiengesellschaft in das Handelsregister von Barranquilla eingetragen.
Kapital- und Personalbeschaffung waren die ersten Aufgaben der neuen Gesellschaft. Ernesto Cortissoz übernahm als Vorstandsvorsitzender der SCADTA die Aquirierung neuer Gesellschafter in Kolumbien. Die Gesellschaft wurde in dieser Zeit von Albert Tietjen geleitet. Das Gründungsmitglied Werner Kämmerer fuhr im Auftrag der Gesellschaft nach Deutschland. Hier wurden am 13. April 1920 zwei F 13 der Junkers Flugzeugwerke gekauft. Zu dem Zeitpunkt waren es weltweit die ersten Ganzmetallflugzeuge mit Erstflug im Jahre 1919. Man erhoffte sich, dass dadurch im Gegensatz zu den Holzflugzeugen eine bessere Tropentauglichkeit möglich würde. Gleichzeitig wollte man die F 13 mit Schwimmern statt Rädern geliefert bekommen, da der kolumbianische Staat die Fluggesellschaft nicht unterstützen konnte und durch die geografischen Gegebenheiten des Rio Magdalena als natürliche Start- und Landebahn Investitionen sparen half. Junkers hatte ein sehr großes Interesse an einer Geschäftsverbindung mit der SCADTA, um dort gewonnene Erfahrungen in seine Konstruktionen einfließen lassen zu können. Am 10. Juni 1920 wurden die beiden Flugzeuge geliefert. Mitte Juli wurden sie versandfertig in Kisten verpackt und auf dem Seeweg nach Südamerika verschifft und montiert.
Parallel zu diesen Aktivitäten konnte Werner Kämmerer drei weitere für die SCADTA wichtige Personen für die Gesellschaft gewinnen. Dies waren Hellmuth von Krohn (Weltkriegsflieger) als späterer Flugpionier, Fritz W. Hammer (Weltkriegsflieger) als späterer Chefpilot und Wilhelm Schnurbusch (Techniker und erfahrener Luftschiff-Ingenieur) als späterer technischer Direktor. Alle vier reisten zusammen mit den Kisten nach Kolumbien.
Am 6. August 1920 begann Wilhelm Schnurbusch mit der Montage der beiden Flugzeuge. 20 Tage später konnten dann erste Flugversuche begonnen werden, die alle erfolgreich verliefen. Die planmäßigen Flüge funktionierten nach einem wöchentlich exakten Flugplan. Auf ihrem ersten Flug am 19. Oktober 1920 mit Hellmuth von Krohn, beförderte die SCADTA mit einer Junkers F 13 57 Briefe von Barranquilla nach Puerto Colombia. Die Maschine war wie die anderen neun F 13 mit Schwimmkufen ausgestattet. Kurz darauf gelang es, eine Konzession der kolumbianischen Regierung für den Transport von Luftpost zu erhalten.
Nach den ersten zwei Jahren unfallfreien Betriebs, in der Pionierzeit des Luftverkehrs nicht selbstverständlich, konnte die SCADTA zum Jahresende 1922 einen Reingewinn von 10.565,67 Dollar verbuchen, was sie im Gegensatz zu anderen in der Frühzeit der Verkehrsfliegerei größtenteils subventionsgestützten Fluggesellschaften zur weltweit ersten wirtschaftlich agierenden ihrer Art machte.

### Postflüge ins Landesinnere

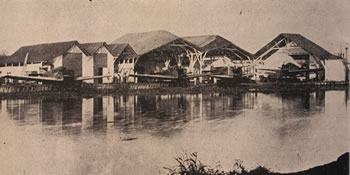
Hangar der SCADTA am Flughafen Veranillo in Barranquilla, um 1920

Nachdem erste Probeflüge bei Barranquilla, der heutigen Flusshafenstadt am Rio Magdalena, stattgefunden hatten, wurde ein erster Postflug am 20. Oktober 1920 nach Girardot ausgeführt. Da Bogotá, die Hauptstadt Kolumbiens, 2600 Meter hoch in den Anden liegt, war Post-, Güter- und Personentransport von der Küste nach dort nur auf dem Flusswege über die Flusshafenstadt Girardot zu erreichen. Mit einer Länge von 1538 Kilometern bereitete der Rio Magdalena aber eine Unzahl von Problemen, so dass besonders in der Sommerzeit die Flussschifffahrt oft ganze Wochen, ja sogar Monate, verlor. Fracht und Post wurden noch in den ersten Jahrzehnten des letzten Jahrhunderts von den karibischen Häfen auf Heckraddampfer verladen und zunächst 1000 Kilometer flussaufwärts transportiert. Dort ging es dann auf dem Landweg 80 Kilometer weiter, da Stromschnellen und Wasserfälle ein Fortkommen auf dem Fluss nicht erlaubten. Danach wurde alles wieder auf ein Schiff verladen, bis nach Girardot gebracht und von dort ging es per Straße oder Schiene die Berge hinauf bis zu einer Höhe von 2600 Metern nach Bogotá.

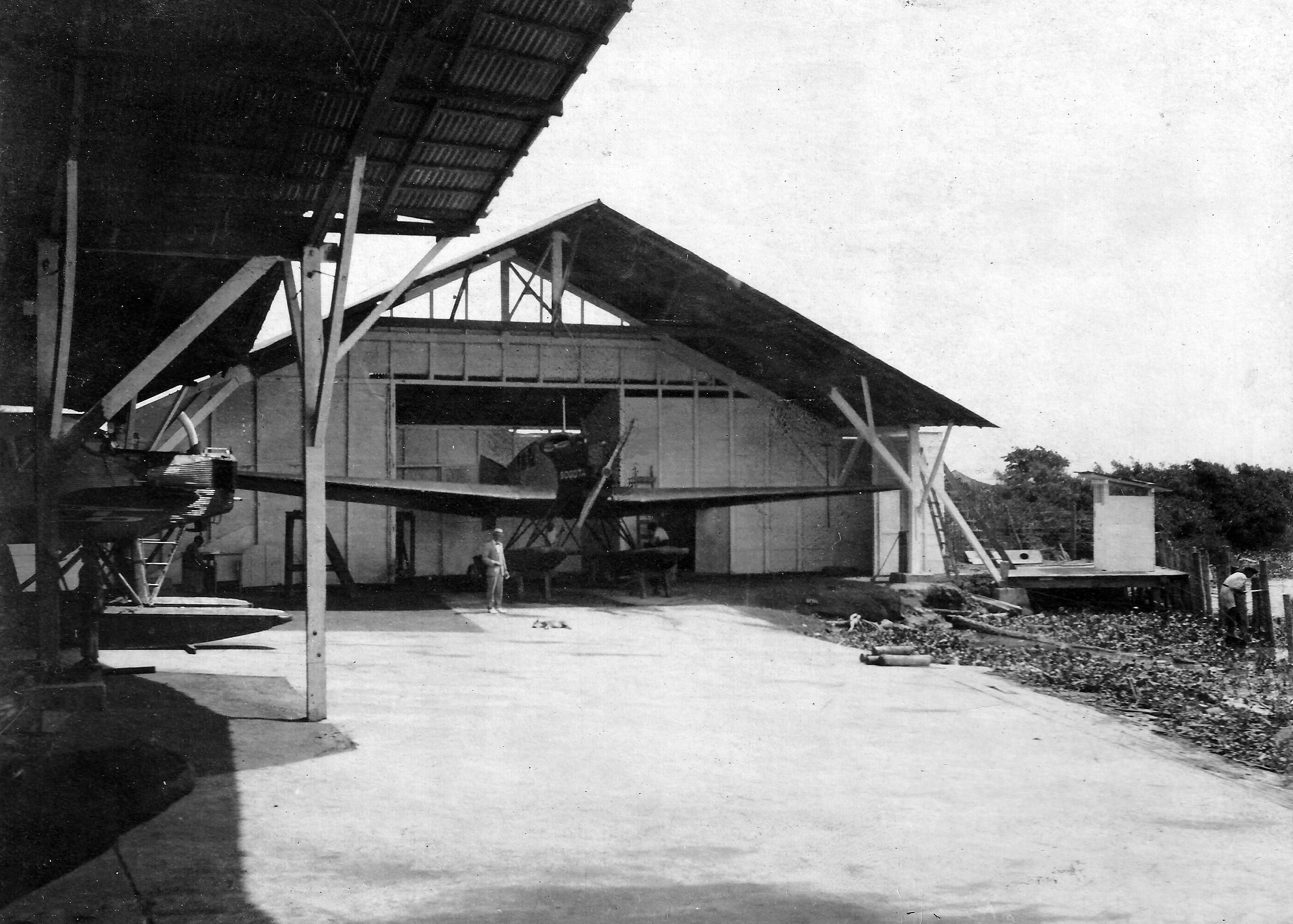
Weiterer Hangar der SCADTA in Barranquilla (1922)

Nachdem die SCADTA-Flotte 1920 mit insgesamt drei Junkers Wasserflugzeugen vom Typ F 13 begonnen hatte, wurde der Flugzeugbestand nach und nach vergrößert. Im August 1925 kamen noch insgesamt drei Flugboote vom Typ Dornier Wal hinzu. Noch später wurden sogar Junkers Maschinen vom Typ Ju 52 (mit Schwimmern) eingesetzt. Mitte 1924 hatte die SCADTA den ersten Absturz zu verzeichnen, alle fünf Insassen der Junkers F 13 „Tolima“ starben, darunter auch Hellmut von Krohn und Ernesto Cortissoz.

### Zwangsverkauf an die Pan Am
Nach Ausbruch des Zweiten Weltkrieges wurden die Besitzer gezwungen, die Gesellschaft an die Pan American World Airways (PAA) zu verkaufen. Am 12. Juni 1940 übernahm die PAA, auf Grund ihrer inzwischen gewonnenen Aktienmehrheit und mit Billigung der US-Regierung, die SCADTA. Alle deutschen Mitarbeiter wurden entlassen und man nannte die Luftlinie fortan Avianca (Aerovias Nacionales de Colombia). Die kolumbianische Regierung war wegen der Kriegswirren in Europa wirtschaftlich recht stark an die USA gefesselt und wagte es nicht, ein Veto einzulegen. Anfang des 21. Jahrhunderts stellte die Avianca ihren Betrieb ein und seine Nachfolgerin, die sog. „New Avianca“, gehört nun zur Avianca Holdings, einer südamerikanischen Investorengruppe.

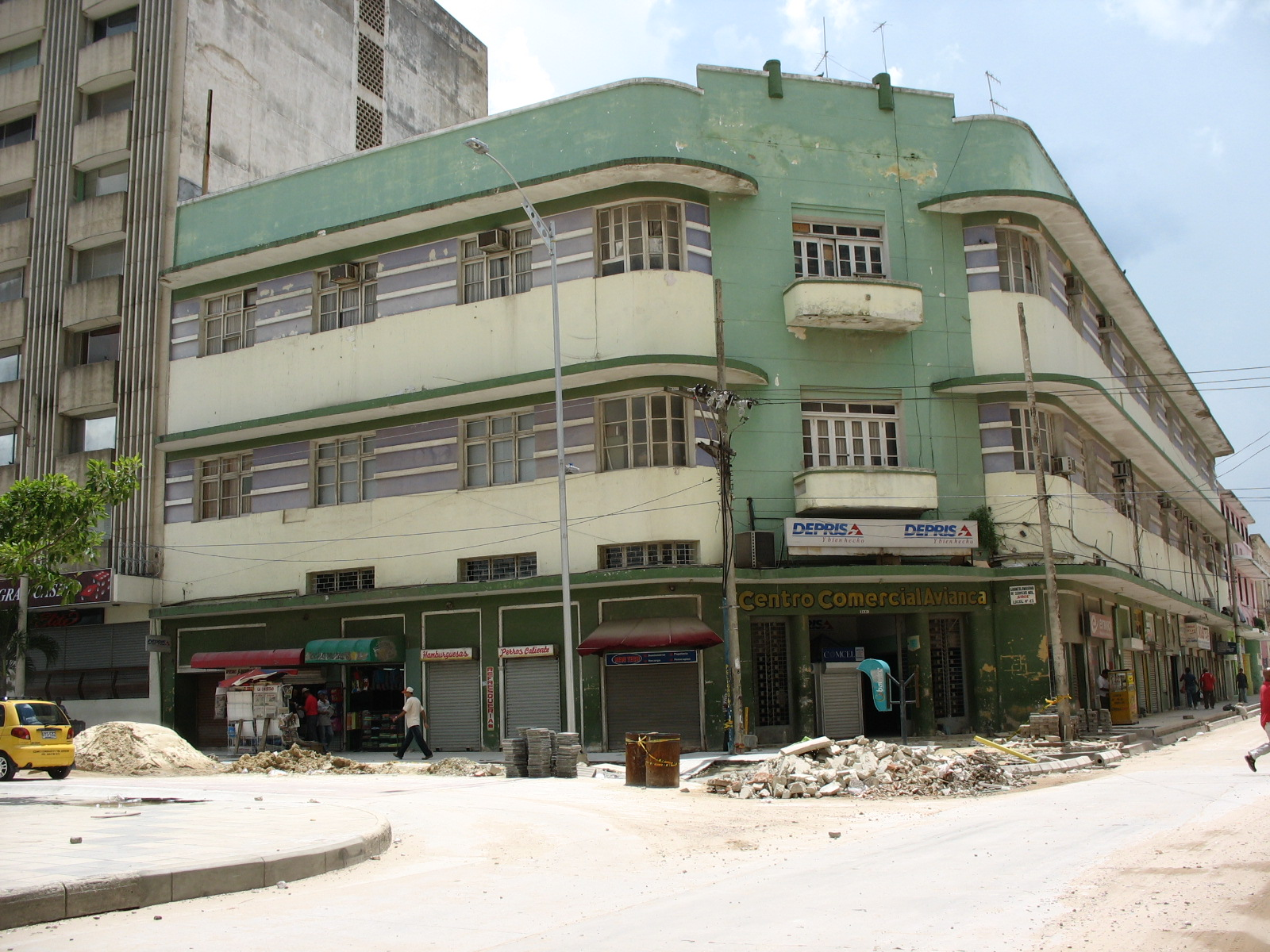
Das ehemalige Bürogebäude der SCADTA in Barranquilla im Jahr 2007